# Comuna Dobreanske, Velîka Pîsarivka
Dobreanske (în ucraineană Добрянське) este o comună în raionul Velîka Pîsarivka, regiunea Sumî, Ucraina, formată din satele Dobreanske (reședința), Mîrne și Sîdorova Iaruha.

## Demografie
Componența lingvistică a comunei Dobreanske
     Rusă (92,2%)
     Ucraineană (7,68%)
     Alte limbi (0,06%)
Conform recensământului din 2001, majoritatea populației comunei Dobreanske era vorbitoare de rusă (92,2%), existând în minoritate și vorbitori de ucraineană (7,68%).